# Cinna Lomnitz
Cinna Lomnitz Aronsfrau (Colonia, Alemania, 1925-Ciudad de México, 7 de julio de 2016) fue ingeniero, geofísico, investigador y académico alemán de nacimiento, nacionalizado mexicano. Se especializó  en mecánica de suelos y sismología.

## Biografía
Vivió los primeros años de su vida en Bélgica y Chile. Su padre fue un abogado que trabajó en la industria y la minería, y que durante la Primera Guerra Mundial fue comandante de una unidad motorizada. Su madre fue cantante de ópera.
En 1948 obtuvo la licenciatura en Ingeniería por la Facultad de Ciencias Físicas y Matemáticas de la Universidad de Chile. En 1950, contrajo matrimonio con Larissa Adler Milstein, con quien vivió en Chile y Estados Unidos. Cursó una maestría sobre Mecánica de Suelos en la Universidad de Harvard, en donde fue discípulo de Karl von Terzaghi. Mediante una beca otorgada por la Unesco, realizó un doctorado en Geofísica en el Instituto de Tecnología de California, en donde fue discípulo de Beno Gutenberg, Bob Sharp, Ian Campbell, Hugo Benioff y Charles Francis Richter. De este último fue su asistente por dos años en el Laboratorio Sismológico del Caltech. Fue alumno de Carl David Anderson en el curso de Física Matemática.
En 1988 contrajo nupcias con la socióloga, doctora Heriberta Castaños, con quien compartió su vida hasta su fallecimiento, a los 91 años, en 2016.

## Investigador y académico
En 1957, por invitación de Juan Gómez Millas, colaboró con su alma mater dirigiendo el Instituto de Geofísica, del cual fue fundador. En 1959 participó con el geofísico y oceanógrafo Maurice Ewing en la fragata Yema de la Universidad de Columbia, realizando investigaciones sobre la corteza terrestre frente a las costas de Chile. Tras el terremoto de Valdivia de 1960 fue invitado a exponer sus ideas en la Universidad de Tokio.
En 1959, colaboró en el barco oceanográfico Yema, de la Universidad de Columbia, con Maurice Ewing. 
En 1964 fue jefe de la red sísmica de la Universidad de California en Berkeley que había instalado nuevos equipos telemétricos. Fue durante esta época que nació la teoría tectónica de placas que cambió y unificó la visión de las Ciencias de la Tierra. 
Hacia finales de la década de 1960 fue invitado por Emilio Rosenblueth y Roger Díaz de Cossío a impartir una conferencia en el Instituto de Geofísica de la Universidad Nacional Autónoma de México (UNAM). De esta manera, se trasladó a la Ciudad de México para integrarse al Departamento de Sismología del Instituto de Geofísica de la UNAM. 
En la década de 1970 propuso al Consejo Nacional de Ciencia y Tecnología (Conacyt) crear una red telemétrica digital para sustituir a la antigua red del Servicio Sismológico Nacional, la cual fue autorizada y bautizada con el nombre de Red Sísmica Mexicana de Apertura Continental. El diseño y construcción de esta red se llevó a cabo en el Instituto de Investigaciones en Matemáticas Aplicadas y Sistemas (IIMAS) de la UNAM.
En agosto de 1985, Lomnitz había comenzado a gestionar con el gobierno de Japón la ayuda para crear un centro de prevención sísmica, el cual, tras ocurrir el terremoto del 19 de septiembre de 1985 la propuesta fue autorizada. En 1988 fue creado el Centro Nacional de Prevención de Desastres (CENAPRED), organismo que depende de la Secretaría de Gobernación. Con el apoyo de la Conacyt y de algunas universidades de Estados Unidos propuso instalar una red sísmica en el vaso de Texcoco para obtener información y estudios del comportamiento de los suelos blandos. 
En 1988, contrajo matrimonio, por segunda ocasión, con la doctora Heriberta Castaños quien trabajaba en el Instituto de Investigaciones Económicas de la UNAM. En 1990 adquirió la nacionalidad mexicana. En 1996, el proyecto de la Red de Texoco comenzó a funcionar. En el 2000, con los datos de la Red de Texcoco y en colaboración con el Instituto de Física, Lomnitz descubrió una nueva onda sísmica que se propaga en el fondo del océano Pacífico como una onda acoplada. Se colocaron nuevos sensores a una profundidad de 40 m mediante los cuales se ha podido establecer la presencia de ondas acopladas en el Valle de México las cuales producen graves daños a los edificios de la Ciudad de México cuyas alturas oscilan entre los 6 y 18 pisos.
Fue miembro de la Academia Mexicana de Ciencias, de la Unión Geofísica Mexicana, de la Academia de Ciencias del Tercer Mundo (TWAS), de la American Geophysical Union, de la Society for Earthquake and Civil Engineering Dynamics, así como de diversas sociedades y organizaciones científicas y sismológicas de Alemania y Estados Unidos. 
Fue Investigador Emérito del Instituto de Geofísica de la UNAM y del Sistema Nacional de Investigadores. Y miembro del Consejo Consultivo de Ciencias de la Presidencia de la República.

## Ley de Lomnitz
Durante sus investigaciones doctorales, realizó un estudio teórico y experimental sobre la deformación de las rocas en frío. 
De esta forma estableció una relación que ayuda a entender la deformación que sufren las rocas bajo un esfuerzo constante, la cual se incrementa con el factor del tiempo:
{\displaystyle \in (t)={\boldsymbol {\boldsymbol {\sigma }}}/M[1+q(log_{at})]}
En donde ∈ es la deformación y σ es el esfuerzo.
Esta relación fue adoptada por el geofísico británico Harold Jeffreys y es conocida como Ley de Lomnitz. Gracias a este descubrimiento, obtuvo una invitación postdoctoral para trabajar como asistente del doctor Richter en el Laboratorio Sismológico de Caltech.

## Obras publicadas
Escribió más de un centenar de artículos para revistas internacionales. Fue editor en jefe de la Geophysics International y miembro del comité editorial de la revista Nexos. 
Entre algunos de sus títulos se encuentran:
- Fundamentals of Earthquake Prediction, en 1994.
- El próximo sismo de la Ciudad de México, en 2005.
- Earthquake disasters in latin America, en 2012.

Sus publicaciones han sido citadas en más de mil ocasiones.

## Premios y distinciones
- Premio Nacional de Ciencias y Artes en el área de Ciencias Físico-Matemáticas y Naturales por la Secretaría de Educación Pública en 1995.
- Premio Universidad Nacional por la Universidad Nacional Autónoma de México en 1997.
- Investigador Emérito por el Instituto de Geofísica de la Universidad Nacional Autónoma de México desde 2002.
- Investigador Emérito por el Sistema Nacional de Investigadores.
- Nombrado Ángel de la Ciudad por la Jefatura de Gobierno de la Ciudad de México en 2015.[9]